# Осташковський міський округ
Осташковський район (рос. Осташковский район) — муніципальний район у складі Тверської області Російської Федерації.
Адміністративний центр —  місто Осташков.

## Географія
Площа 3202 км². У Осташковському районі розташовано озеро Селігер. Крім Селігеру в районі безліч дрібніших озер, найбільші з яких - Глибоке, Сабро, Сиг та Соніне.
На території району, в селі Волговерхов'є бере початок річка Волга.